# Euura laeta
Euura laeta är en stekelart som först beskrevs av Carl Gustav Alexander Brischke 1883.  Euura laeta ingår i släktet Euura, och familjen bladsteklar. Arten är reproducerande i Sverige.